# Лебанон (Вирџинија)
Лебанон (енгл. Lebanon) град је у америчкој савезној држави Вирџинија. По попису становништва из 2010. у њему је живело 3.424 становника.

## Демографија
Према попису становништва из 2010. у граду је живело 3.424 становника, што је 151 (4,6%) становника више него 2000. године.
| Група             | 2000.         | 2010.         |
| Белци             | 3.119 (95,3%) | 3.210 (93,8%) |
| Афроамериканци    | 122 (3,7%)    | 99 (2,9%)     |
| Азијати           | 0 (0,0%)      | 30 (0,9%)     |
| Хиспаноамериканци | 11 (0,3%)     | 49 (1,4%)     |
| Укупно            | 3.273         | 3.424         |